# 代課教師
代课教师是指在正式教师无法上课时，代替正式教師为学校班级和學生授课的人；例如，由于正式教師生病、个人休假或其他原因無法上課時，就會有代課教師幫忙上課。